# Serrigny
Serrigny és un municipi francès, situat al departament del Yonne i a la regió de Borgonya - Franc Comtat. L'any 2007 tenia 117 habitants.

## Demografia

### Població
El 2007 la població de fet de Serrigny era de 117 persones. Hi havia 48 famílies, de les quals 11 eren unipersonals (11 dones vivint soles i 11 dones vivint soles), 15 parelles sense fills, 18 parelles amb fills i 4 famílies monoparentals amb fills.
La població ha evolucionat segons el següent gràfic:
Habitants censats

### Habitatges
El 2007 hi havia 72 habitatges, 47 eren l'habitatge principal de la família, 16 eren segones residències i 9 estaven desocupats. Tots els 72 habitatges eren cases. Dels 47 habitatges principals, 44 estaven ocupats pels seus propietaris, 2 estaven llogats i ocupats pels llogaters i 1 estava cedit a títol gratuït; 2 tenien dues cambres, 4 en tenien tres, 11 en tenien quatre i 30 en tenien cinc o més. 38 habitatges disposaven pel capbaix d'una plaça de pàrquing. A 21 habitatges hi havia un automòbil i a 23 n'hi havia dos o més.

### Piràmide de població
La piràmide de població per edats i sexe el 2009 era:
| Homes | Edats   | Dones |
| ----- | ------- | ----- |
| 0     | 95 o +  | 0     |
| 0     | 90 a 94 | 0     |
| 0     | 85 a 89 | 0     |
| 4     | 80 a 84 | 0     |
| 4     | 75 a 79 | 8     |
| 0     | 70 a 74 | 0     |
| 4     | 65 a 69 | 4     |
| 0     | 60 a 64 | 4     |
| 0     | 55 a 59 | 0     |
| 4     | 50 a 54 | 4     |
| 12    | 45 a 49 | 4     |
| 4     | 40 a 44 | 12    |
| 4     | 35 a 39 | 0     |
| 4     | 30 a 34 | 0     |
| 4     | 25 a 29 | 12    |
| 8     | 20 a 24 | 8     |
| 8     | 15 a 19 | 0     |
| 4     | 10 a 14 | 0     |
| 4     | 5 a 9   | 8     |
| 4     | 0 a 4   | 4     |

## Economia
El 2007 la població en edat de treballar era de 77 persones, 56 eren actives i 21 eren inactives. De les 56 persones actives 55 estaven ocupades (32 homes i 23 dones) i 1 aturada (1 home). De les 21 persones inactives 11 estaven jubilades, 4 estaven estudiant i 6 estaven classificades com a «altres inactius».
Activitats econòmiques
L'únic establiment que hi havia el 2007 era d'una empresa de fabricació de material elèctric.
L'any 2000 a Serrigny hi havia 6 explotacions agrícoles que ocupaven un total de 540 hectàrees.

## Poblacions més properes
El següent diagrama mostra les poblacions més properes.